# Gouvernement Oligui Nguema
République gabonaise
Ndong Sima II 
Le gouvernement Oligui Nguema, est le gouvernement du Gabon en fonction depuis le 5 mai 2025, dirigé par le président de la République Brice Clotaire Oligui Nguema.

## Historique
Le 3 mars 2025, Brice Clotaire Oligui Nguema annonce sa candidature à l'élection présidentielle de 2025. Il remporte cette élection présidentielle avec 90,35 % des suffrages et une participation de 70,4 % (sur 920 000 inscrits).
Il prête serment le 3 mai 2025. Il forme son gouvernement le 5 mai, avec Alexandre Barro Chambrier comme vice-président du gouvernement et Séraphin Moundounga comme vice-président de la République.

## Composition
| Titre | Titulaire                    |
| --- | ---------------------------- |
| Président de la République | Brice Clotaire Oligui Nguema |
| Vice-président de la République                                                                                                  | Séraphin Moundounga          |
| Vice-président du gouvernement                                                                                                   | Alexandre Barro Chambrier    |
| Ministre d’État, ministre de l’Économie, des Finances, de la dette et des Participations, chargé de la lutte contre la vie chère | Henri-Claude Oyima           |
| Ministre d’État, de l’Éducation nationale, de l’instruction civique et de la formation professionnelle                           | Camélia Ntoutoume-Leclercq   |
| Ministre d’État, des Transports, de la Marine Marchande et de la Logistique                                                      | Ulrich Manfoumbi Manfoumbi   |
| Ministre de la Réforme et des Relations avec les Institutions                                                                    | François Ndong Obiang        |
| Ministre des Affaires étrangères et de la Coopération, chargé de la Diaspora                                                     | Régis Onanga Ndiaye          |
| Ministre de la Défense nationale                                                                                                 | Brigitte Onkanowa            |
| Ministre de l’Intérieur, de la Sécurité et de la Décentralisation                                                                | Hermann Immongault           |
| Ministre de la Justice, Garde des Sceaux, chargé des Droits humains                                                              | Séraphin Akure Davain        |
| Ministre de l’Accès à l’Eau et à l’Énergie                                                                                       | Phillipe Tonangoye           |
| Ministre de la Communication et des Médias                                                                                       | Paul-Marie Gondjout          |
| Ministre des Eaux et Forêts, chargé du conflit Homme-faune                                                                       | Maurice Ntossui Allogo       |
| Ministre de l’Environnement, de l’Écologie et du Climat                                                                          | Mays Mouissi                 |
| Ministre de la Mer, de la Pêche et de l’Économie bleue, Porte-parole du Gouvernement                                             | Laurence Ndong               |
| Ministre des Mines et des Ressources géologiques                                                                                 | Gilles Nembé                 |
| Ministre du Pétrole et du Gaz | Sosthène Nguema Nguema       |
| Ministre de la Santé | Adrien Mougougou             |
| Ministre du Logement, de l’Habitat, de l’Urbanisme et du Cadastre                                                                | Ludovic Mégné                |
| Ministre du Tourisme durable et de l’Artisanat                                                                                   | Pascal Ogowé Sifon           |
| Ministre de la Planification et de la Prospective                                                                                | Louise Mvono                 |
| Ministre des Affaires sociales et de l’Inclusion                                                                                 | Nadine Awanang               |
| Ministre de l’Enseignement supérieur et de la Recherche scientifique                                                             | Simplice Désiré Mamboula     |
| Ministre de la Fonction publique et du Renforcement des capacités                                                                | Marcelle Ibinga              |
| Ministre du Travail, du Plein emploi et du Dialogue social                                                                       | Patrick Barbera-Isaac        |
| Ministre de l’Industrie et de la Transformation locale                                                                           | Lubin Ntoutoume              |
| Ministre des Travaux publics et de la Construction                                                                               | Edgard Moukoumbi             |
| Ministre de l’Économie numérique, de la Digitalisation et de l’Innovation                                                        | Mark Alexandre Doumba        |
| Ministre de l’Entrepreneuriat, du Commerce et des PME-PMI                                                                        | Zeinaba Gninga Chaning       |
| Ministre de l’Agriculture, de l’Élevage et du Développement durable                                                              | Odette Polo                  |
| Ministre de la Femme, de la Famille et de la Protection de l’Enfance                                                             | Élodie Diane Fouéfoué        |
| Ministre de la Jeunesse, des Sports, du Rayonnement culturel et des Arts, chargé de la vie associative                           | Armande Longo                |